# Combat-UA
Combat-UA («Комбат-Юа») — волонтерська організація допомоги українським військовим у зоні АТО. Створена насамперед для роботи з військами спеціального призначення (3-м і 8-м полками та 73-м і 140-м центрами), але допомагає й іншим формуванням. Займається навчанням снайперів, ремонтом оптичних приладів, різноманітним технічним, речовим, медичним забезпеченням тощо.

## Історія
Групу створили 2014 року троє волонтерів у рамках проєкту «Крила Фенікса». В кінці року вона складалася вже з 6 людей і надала допомоги на 7 млн гривень. У грудні 2014 — січні 2015 було офіційно зареєстровано окремий благодійний фонд «Комбат-Юа». Від початку існування організація зосереджена на технічній (а не господарській) допомозі та на військах спецпризначення. 2014 року вона долучилася до забезпечення захисників Донецького аеропорту, яким надавала рації, каски та медичні засоби. 2015 року волонтер фонду Ігор Федірко заснував майстерню з ремонту оптичних приладів, а Павло Кащук — курс підготовки снайперів.

## Діяльність
- Ремонт тепловізорів та інших оптичних приладів для учасників АТО в Волонтерській оптичній лабораторії, заснованій 2015 року[12]. За даними групи, за 2015 рік було налагодити 349 приладів загальною вартістю близько 700 000 євро, за 2016 — 757 приладів загальною вартістю 1 846 700 євро, а за 2017 — 594 прилади загальною вартістю приблизно 1 319 000 євро (загалом за 3 роки — 1700 приладів на 3,87 млн євро)[13][14][15]. Спочатку ремонт був безплатний для військових, але в березні 2016 організація повідомила, що через зростання обсягу роботи та брак коштів вимушена брати з власників техніки 50 % вартості витрачених деталей[16]. У грудні 2017 було оголошено, що через брак коштів ремонт відтепер здійснюватиметься за повною собівартістю[13]. Майстерня приймає прилади в охочих допомогти та збирає рештки зламаної техніки для розбирання на запчастини[10]. Співпрацює, зокрема, з фондами «Народний тил»[17] та «Повернись живим»[18].
- Курс підготовки снайперів. Проводиться під патронатом Генштабу. До забезпечення заходу долучилися інші волонтерські групи: 2015 року — «Повернись живим», «Народний тил», «Крила Фенікса» тощо[11][19][20][21][8][22], а 2016 — «Народний проєкт»[23][24][25].
- Налагодження механізму легальної передачі зброї від мисливців, що бажають допомогти військовим[2] (за даними організації, таким чином було передано сотні снайперських гвинтівок)[1].
- Модернізація гвинтівок та автоматів[4].
- Різноманітна інша допомога. Зокрема, організація звітує про передачу військовим 4 реанімобілів, автобуса, тепловізорів, прицілів, систем радіозв'язку, бронежилетів, одягу та взуття, харчового та медичного забезпечення тощо[2][1][6][26][27][28][29][30][31]. Багато з цього волонтери попередньо випробовують (деякі відео з тестами доступні на YouTube)[32].
- 2014 року одні з засновників Combat-UA Павло Кащук та Ігор Федірко створили сайт для координації дій волонтерів armyhelp.com.ua[33][34][35][36][37].
- 2015 року Павло Кащук був включений до комісії з присудження недержавного ордену «Народний Герой України»[38].
- Представники організації брали участь у комісіях, що з грудня 2015 переатестовували співробітників МВС, але 6 червня 2016 (разом із представниками «Автомайдану» та «Народного тилу») вийшли з них — за їх словами, через те, що процес перейшов під контроль старих міліційних кадрів і втратив ефективність[39][40][41].
- Combat-UA спільно з організаціями MIL.IN.UA та Seahorse Fight Wear влаштував турнір з кросфіту, що відбувся 3 липня 2016 у Києві та Одесі за участі близько 150 військових та спортсменів. Організатором та ідейним натхненником турніру став Ігор Федірко[42][43][44].
- Разом із благодійним фондом Девіда Лінча у Східній Європі група бере участь у програмі допомоги бійцям АТО, які страждають від посттравматичного стресового розладу, на кошти від прокату фільму «Чорний козак» (2018)[45].

Організація збирає пожертви через різноманітні системи грошових переказів. Її звітність доступна в інтернеті.

## Відзнаки
- Волонтер фонду Павло Кащук нагороджений орденом «За заслуги» III ступеня (Указ Президента України від 22 січня 2015)[48] та годинником від голови Служби безпеки України (30 червня 2016)[49][50].
- 1 грудня 2015 року волонтери фонду Ігор Федірко та Костянтин Островський були відзначені медаллю Української православної церкви Київського патріархату «За жертовність і любов до України»[51][46].
- Організація та окремі її члени нагороджені подяками та грамотами різних військових формувань, зокрема:
  - 2-го територіального вузла урядового зв'язку Держспецзв'язку (17 липня 2014)[1];
  - 3-го полку спеціального призначення (24 вересня 2014)[1];
  - 1-го спеціального відділу Військової служби правопорядку (30 вересня 2014)[1];
  - 198-го навчального центру ВМС (12 березня 2016)[26];
  - 36-ї окремої бригади морської піхоти (8 квітня 2016)[52].

## Оцінки
- За оцінкою експертів, опитаних Асоціацією благодійників України, за підсумками роботи у 2015 році Combat-UA входить до числа благодійних і волонтерських організацій, які діють найбільш ефективно, публічно та прозоро[53].